# OpenTimestamps
OpenTimestamps (OTS) es un sistema descentralizado de sellado de tiempo que utiliza Bitcoin para probar la existencia de documentos. Interactúa normalmente con servidores de calendario para agrupar peticiones y registrar atestaciones.

## Prueba OTS y sello de tiempo
Una prueba OTS está compuesta por un sello de tiempo (también llamado «fichero OTS»), así como por el fichero original al que se refiere ese sello de tiempo. Cualquier persona o entidad que posea la prueba OTS puede verificar que el contenido del fichero se mantiene sin modificaciones al menos desde el momento en que se creó el sello de tiempo. Esta verificación de integridad se puede obtener sin delegar la consulta en un tercero de confianza.

### Creación del sello de tiempo
La operación stamp crea la primera versión del sello de tiempo. Se aplica sobre el fichero del que se quiere demostrar su existencia (fichero original).
```
$
 
cat
 
hello.txt
Hello
 
World!
$
 
ots
 
stamp
 
hello.txt
Submitting
 
to
 
remote
 
calendar
 
https://a.pool.opentimestamps.org
Submitting
 
to
 
remote
 
calendar
 
https://b.pool.opentimestamps.org
Submitting
 
to
 
remote
 
calendar
 
https://a.pool.eternitywall.com

```

La operación stamp calcula el hash SHA256 del fichero original, le concatena un nonce aleatorio de 128 bits para mantener la privacidad, y vuelve a calcular el hash SHA256, enviando este único valor a los servidores de calendario. Cada uno de los servidores de calendario añadirá el hash recibido a su árbol de Merkle y devolverá la respuesta necesaria para generar el fichero OTS inicial. Este fichero OTS está aún incompleto porque no contiene el registro en la cadena de bloques.
Una vez que ha transcurrido un tiempo prudencial, el usuario lanzará la operación upgrade sobre el mismo fichero OTS. Así se comunicará con los servidores de calendario y se actualizará el fichero OTS con la atestación de la cabecera de bloque de Bitcoin.
```
$
 
ots
 
upgrade
 
hello.txt.ots
Success!
 
Timestamp
 
complete

```

También se pueden crear sellos de tiempo para varios ficheros diferentes de forma simultánea. En ese caso, la operación stamp envíará una única petición a los servidores de calendario con una raíz de árbol de Merkle derivada a partir de los ficheros originales. Posteriormente esa misma operación recalculará las rutas del árbol de Merkle y creará los ficheros OTS adaptados a cada uno de los ficheros originales. 

### Verificación de la prueba OTS
La verificación de la prueba OTS requiere el fichero OTS y el fichero original. Para que la verificación se pueda realizar sin depender de terceros de confianza, el usuario debe tener un nodo de Bitcoin en su máquina con la cadena de bloques actualizada.
```
$
 
ots
 
verify
 
hello.txt.ots
Assuming
 
target
 
filename
 
is
 
'hello.txt'

Success!
 
Bitcoin
 
attests
 
data
 
existed
 
as
 
of
 
Mon
 
Apr
 
16
 
01
:15:16
 
2018
 
CEST

```

## Formato del sello de tiempo
El sello de tiempo se divide en tres secciones principales:
1. Hash del fichero original
2. Construcción del árbol de Merkle
3. Atestación de la cabecera de bloque de Bitcoin

El sello de tiempo se guarda en un fichero binario para ahorrar en espacio y evitar problemas de interpretación, de codificación y de compatibilidad entre sistemas. Generalmente, este fichero tiene una extensión .ots y su número mágico es \x00 O p e n T i m e s t a m p s \x00 \x00 P r o o f \x00 \xbf \x89 \xe2 \xe8 \x84 \xe8 \x92 \x94.
La operación info presenta el contenido del fichero de sello de tiempo de forma legible. En este caso se muestra una única atestación del fichero hello.txt que alcanza hasta la cabecera del bloque 518387 de Bitcoin.
```
$
 
ots
 
info
 
hello.txt.ots
File
 
sha256
 
hash:
 
03ba204e50d126e4674c005e04d82e84c21366780af1f43bd54a37816b6ab340
Timestamp:
append
 
72d8a09f54b12580b48c2f7c7dea4ce0
sha256

 
->
 
append
 
fe0d089c9bfe5289c3ee579904af3551

    
sha256

    
prepend
 
5ad3d92b

    
append
 
8fefb42191040403

    
verify
 
PendingAttestation
(
'https://alice.btc.calendar.opentimestamps.org'
)

    
sha256

    
prepend
 
f0e8b62a519b0b8fad763c33c558e0179a43b8d89cb4130b6dbaa91e3d3252f6

    
sha256

    
prepend
 
beca183da3f86784a7d54778bc48e78c570245d51474f32475e6d1851989b140

    
sha256

    
append
 
a95879c35c15ace7dc5fd1d2cf0a7d9b0e4110b5b8a74da4c64082835f6f6a2e

    
sha256

    
append
 
cf9b259e4506235f97225706f3a675f51ecf2657814639d87e4e6f42d8581ae7

    
sha256

    
prepend
 
e3b7ff694e1b14b4420556ca77ea8e9509e44b7fbed0dc9a3b67c00fcf016ca2

    
sha256

    
prepend
 
01000000017230dffb1edd7cae0c8feb3fec7c91c34b33b22fdfac071b83e790ce34254b340000000017160014a4282cbf0f17fd6d51b61da
 
f7cf4d56e32183b60fdffffff02d7c062000000000017a914365c46ff772b9f1da73efeb2c559777e1a2c33b4870000000000000000226a20

    
append
 
f2e80700

    
# Bitcoin transaction id 7e6e5aafa1fc9d933992621a7ac321dc7b9368d0e1baa72ff77665b07b75315f

    
sha256

    
sha256

    
append
 
d67f1615f986694d707d7d044883c7885f3dded2ac9df5f6b9270a5bdda38aa3

    
sha256

    
sha256

    
append
 
e551a80b2bdd88f417fc95014662f7a65d8c0c4d833b6df034bc12f1af35b953

    
sha256

    
sha256

    
append
 
0902830fc37fde4996c350de40c0ae621c739ce002a7be4b3725d7e281fc02a3

    
sha256

    
sha256

    
append
 
7ac1e262423598f1477825882f78ededc98b44bf0136f059e438391aa0e7a686

    
sha256

    
sha256

    
prepend
 
9ee83975bef756160275a336203059109fd4336572e5e47e9a3edadb82a8934c

    
sha256

    
sha256

    
append
 
7a3229b63fc7a88d4edde4aa5b855416265842120fde246462271e5418f895bd

    
sha256

    
sha256

    
prepend
 
a4c712ca130f63862f329874f11466eb74ee7b505c191344ee11b30d14ca4946

    
sha256

    
sha256

    
append
 
13bf98cdb708ed3321b8d48ff290c5bdbefa6fb9be34717e97a3f3cfa9b87994

    
sha256

    
sha256

    
prepend
 
d2aec8bd2edf2d6d10606df92f1b8b53a97362d7aba7d3fa15bf55c0aab94e35

    
sha256

    
sha256

    
verify
 
BitcoinBlockHeaderAttestation
(
518387
)

    
# Bitcoin block merkle root b4f71191dc633cfb125543211022b1059d78b42a359408da5958fc15231ef6de

```

## Casos de uso
- Los 750 000 000 ficheros de Internet Archive han sido registrados mediante OpenTimestamps para que no puedan ser modificados de forma encubierta. La evidencia final resultó en la anotación irreversible de la raíz de Merkle de todos esos ficheros en una única transacción de Bitcoin.[7]
- Bitcoin Core usa OpenTimestamps para sellar el tiempo en Git de las actualizaciones de su código fuente.[8]

Otras aplicaciones incluyen publicaciones defensivas, evidencias contra plagios, verificación de firmas desde claves PGP revocadas, etc.